# بوكوسي (كانتون)

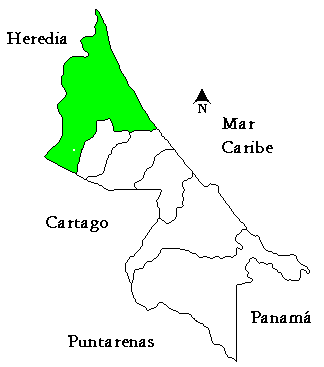
موقع كانتون بوكوسي في محافظة ليمون

بوكوسي (بالإسبانية: Pococí)‏ هو الكانتون الثاني في محافظة ليمون في كوستاريكا. و يغطي الكانتون مساحة 2,403.49 كم مربع مما يجعله ثالث أكبر كانتونات كوستاريكا،
كما يقارب عدد سكانه 111,201 نسمة.
و تدعى مدينته الرئيسية بـغوابيليس، و التي تشمل العديد من مراكز خدمات و أعمال الكانتون.
يمتد الكانتون على طول الساحل الكاريبي من نهر تورو شمالا إلى الحدود مع نيكاراغو، و يضمن في داخله نهر شيريبو و من ثم يشكل حدوده الغربية. و ينتهي الكانتون في سلسلة الجبال المركزية حيث يقطع نهر روسيو الطريق في حديقة Braulio Carrillo الوطنية.
كما يفتخر ساحل بوكوسي الكاريبي بالأراضي الرطبة في العديد من المناطق المحمية، بما فيه حديقة Tortuguero الوطنية، و Barra del Colorado Wildlife Refuge. أغلب الجزء الشمالي للكانتون يغمر بالمياه طوال السنة، و تكون الطرق مغلقة. تمتد هذه الأراضي الرطبة على طول الكانتون. كما تزود المناطق الساحلية للكانتون مساكن بيت السلحفاة. و تعد هذه المناطق المحمية و الرطبة من أهم المناطق السياحية.
تم تأسيس هذا الكانتون في 19 أيلول 1911

## المقاطعات
يتألف كانتون ماتينا من ستة مقاطعات و هي :
1. غوابيليس
2. خيمينيس
3. ريتا
4. روكسانا
5. كارياري
6. كولوراذو

## أعلام
- بيرني بوركي
- أوزفالدو رودريغيز